# Zig Zap Bule Liga
Zig Zap Bule Liga – ogólnopolskie rozgrywki gimnazjalistów w pétanque.
Rozgrywki miały miejsce w latach 2006–2008. Organizatorem był Warszawski Klub Gry w Petanque „Ule Boules” zaś współorganizatorem młodzieżowa stacja telewizyjna ZigZap, należąca do francuskiego koncenu Canal+.
Rozgrywki Zig Zap Bule Ligi organizowane były przez ówczesnego Sekretarza Polskiej Federacji Petanque, sędziego petanki Krzysztofa Krota.
Rozgrywki poprzedzone były serią programów telewizyjnych opowiadających o „grze w bule”, do szkół wysłane zostały podręczniki gry, a zainteresowane placówki otrzymały zestawy do gry.
W roku 2008 miały miejsce ostatnie rozgrywki Zig Zap Bule Liga. Wzięło w nich udział 46 reprezentacji gimnazjalistów z 14 województw.
- województwo łódzkie – 14 zespołów.
- województwo dolnośląskie i śląskie – po 6 zespołów
- województwo wielkopolskie – 4 zespoły
- województwo małopolskie – 3 zespoły
- województwo opolskie, mazowieckie, lubuskie oraz województwo zachodniopomorskie – po 2 zespoły
- województwo kujawsko-pomorskie, pomorskie, podlaskie, podkarpackie oraz warmińsko-mazurskie – po 1 zespole.

Rozgrywki finałowe zorganizowane zostały Szkołę Podstawową i Gimnazjum im. Zofii Kossak w Pierśćcu. W dniach 31 maja – 1 czerwca 2008 roku w finale krajowym wystartowało 16 drużyn, które zakwalifikowały się z finałów wojewódzkich.